# Riu Groc
El riu Groc o Huang He (en xinès: 黄河; pinyin: Huáng Hé; mongol: Hatan Gol, 'riu Reina') és el segon riu més llarg de la Xina (després del riu Iang-Tsé) i el sisè més llarg del món, amb una longitud estimada de 5.464 quilòmetres. Té l'origen en les muntanyes de Bayan Har, a la província de Qinghai, a la part occidental de la Xina, i el seu curs travessa nou províncies fins a desembocar al mar de Bohai. La conca del riu Groc té una extensió de 1.900 quilòmetres d'est a oest i una amplada de 1.100 quilòmetres de nord a sud. La superfície total de la conca és de 752.443 km².
El riu Groc és considerat com "el bressol de la civilització xinesa", ja que a la seva conca és on es desenvoluparen les antigues civilitzacions de la Xina i fou la regió més pròspera de l'antiguitat xinesa. Però les freqüents inundacions, sovint devastadores, a causa en gran part de l'elevada llera del riu del curs inferior, també ha fet que rebés els noms poc envejables de "dolor de la Xina" i el "flagell dels fills de Han".
A la literatura xinesa antiga, les referències al riu Groc apareixen simplement amb un "He" (河), la paraula que posteriorment ha arribat a significar simplement 'riu' en la llengua moderna. El primer esment a la denominació de "riu Groc" (黄河) apareix en el Llibre de Han (en xinès: 汉书, pinyin: Han shu), una obra escrita durant la dinastia Han occidental (Xi Han 西漢) (206 aC - 9 dC). El nom de "riu Groc" descriu el color perenne de l'aigua tèrbola en el seu curs inferior, que es pot descriure com a ocre. El color groc prové del loess que es troba en suspensió, ja que les aigües arrosseguen molta quantitat de llots i loess, provinent dels deserts de l'Àsia central, els quals li donen aquest color groguenc característic.
De vegades, el riu Groc és anomenat de manera poètica Flux de fang (en xinès, 浊流; en pinyin, Liú Zhuo). En xinès, l'expressió "quan el riu Groc flueixi de manera clara" es fa servir per a referir-se a un esdeveniment que mai succeirà i és similar a l'expressió occidental "passarà quan els porcs volin".

## Geografia

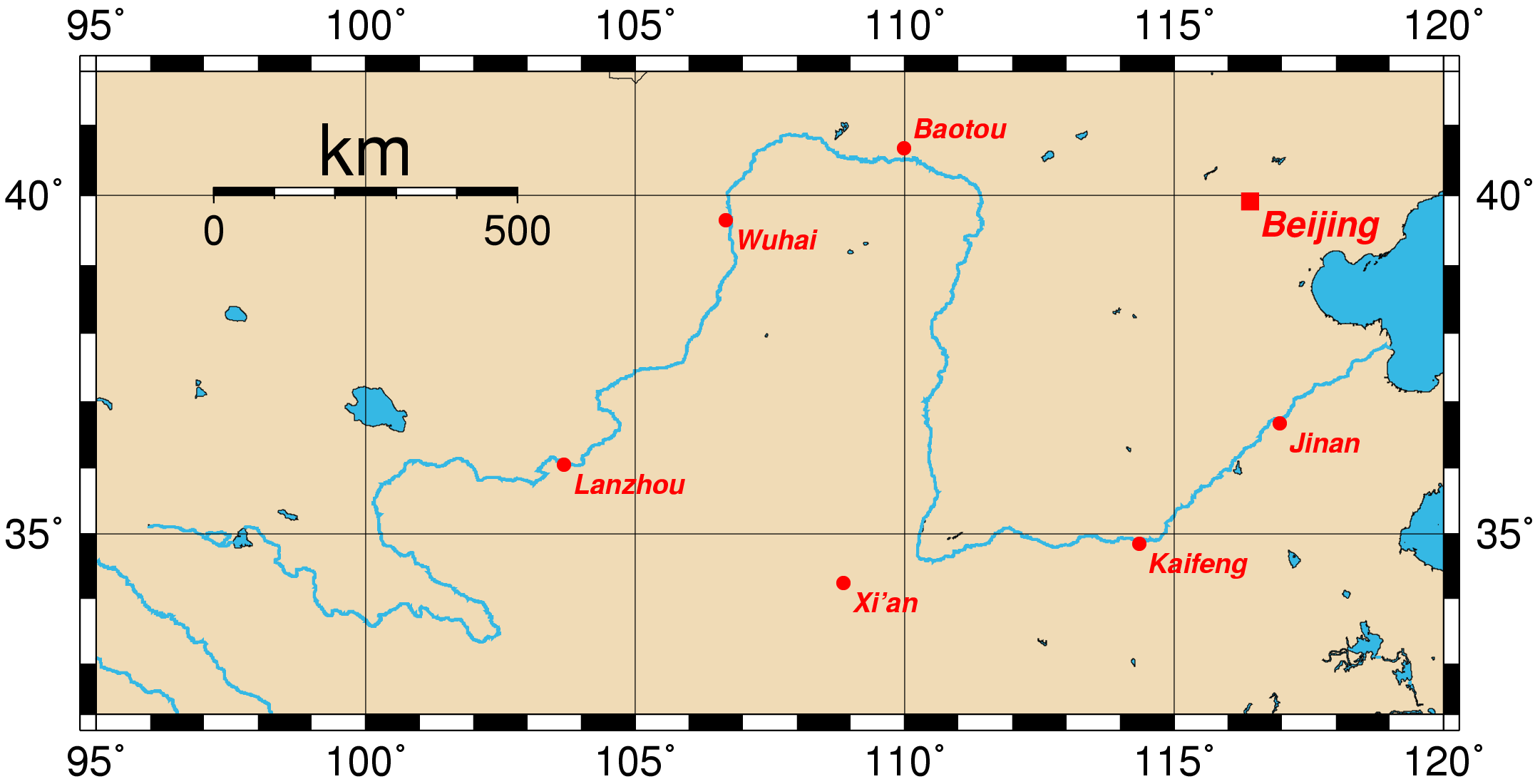
Mapa de la conca del riu Groc

La font del riu Groc es troba prop de l'extrem oriental de la prefectura autònoma tibetana de Yushu. Les aigües provenen del desguàs dels llacs Gyaring i Ngoring, a la vora occidental de la prefectura autònoma tibetana de Golog o Guoluo, a les muntanyes Bayan Har, a la província de Qinghai, a l'extrem occidental de la Xina. A la conca del Zoige, al llarg del límit amb la província de Gansu, el riu Groc es dirigeix cap al nord-oest i després cap al nord-est abans de tornar cap al sud, creant el llaç d'Ordos (en xinès, 鄂尔多斯; en pinyin, Èěrduōsī), i després flueix generalment cap a l'est a través del nord de la Xina fins al golf de Bohai, drenant una conca de 752.443 km² que alimenta 140 milions de persones amb aigua potable i de regadiu.
El curs del riu se sol dividir en tres parts. Aquestes són, més o menys: la superior –al nord-est de l'altiplà del Tibet–, la mitjana –la del llac d'Ordos– i la inferior –de la plana del nord de la Xina–. No obstant això, altres autors tenen opinions diferents sobre com cal dividir aquestes tres fases del riu. En aquest article, s'adopta la divisió utilitzada per la Comissió per a la conservació del riu Groc.

### Curs superior

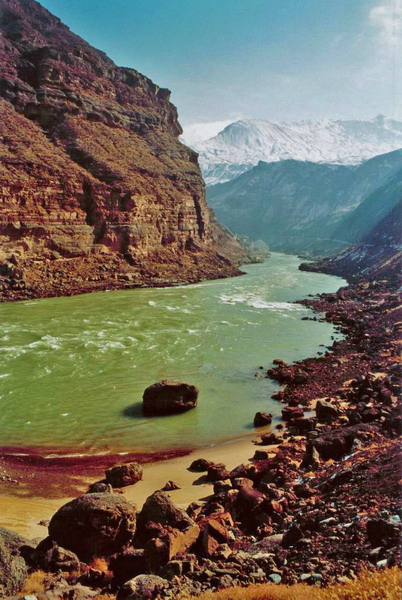
El riu Groc, prop de Xunhua, a l'est de Qinghai. A la imatge, es pot apreciar l'aigua groga causada per les partícules de loess en suspensió.

El curs superior del riu Groc està constituït pel segment del riu a partir de la seva font, a les muntanyes de Bayan Har, i acaba a Hekou, un comtat de la Mongòlia interior, just abans de fer un gir brusc en direcció cap al nord. Aquest segment té una longitud total de 3.472 quilòmetres i l'àrea de la conca abasta en total 386.000 km², el 51,4% de la superfície total de la conca. Al llarg d'aquesta recorregut, l'elevació del riu Groc descendeix 3.496 metres, amb un pendent mitjà de l'1%.
El curs superior a partir de la font original flueix principalment a través de pastures, pantans i turons, entre les muntanyes de Bayan Har (巴 颜 喀啦 山脉), i les d'Amne Machin. L'aigua del riu és clara i flueix constantment. Els llacs cristal·lins són característics d'aquesta secció del riu i els dos principals llacs en són el Zhaling (扎陵湖) i l'Eling (鄂陵湖), amb una capacitat de 4,7 milions i 10,8 milions de m³, respectivament. En unes altituds superiors als 4.290 metres sobre el nivell del mar, són els dos grans llacs d'aigua dolça més alts de l'altiplà de la Xina. Una quantitat significativa de terra d'aquesta zona del riu Groc ha estat designada com a Reserva Natural nacional de les Fonts dels tres rius (en xinès, Sanjiangyuan), un espai natural creat per a protegir la regió on s'originen els tres grans rius: el riu Groc, el Iang-Tsé i el Mekong.
La secció de la vall s'estén des del congost de Longyang, a Qinghai, al congost de Qingtong, a Gansu. Hi ha uns penya-segats costeruts a banda i banda del riu. El llit del riu és estret i el descens mitjà és gran, de manera que el flux de l'aigua en aquesta secció és molt turbulent i ràpid. Hi ha 20 salts d'aigua en aquesta part; el més famosos són els de les gorges de Longyang, Jishi, Liujia, Bapan i Qingtong. Les condicions de flux de l'aigua en aquesta secció fa que sigui la millor ubicació per a la construcció de centrals hidroelèctriques.
Després que deixar el congost Qingtong, el riu entra en una zona de vastes planes al·luvials, les planes de Yinchuan i Hetao. En aquesta part del riu, està envoltat majoritàriament de deserts i praderies, amb molt pocs afluents; el flux n'és lent. La plana d'Heta té una longitud de 900 quilòmetres i una amplada d'entre 30 i 50 quilòmetres segons el lloc. Històricament, és la zona de reg més important del riu Groc.

### Curs mitjà

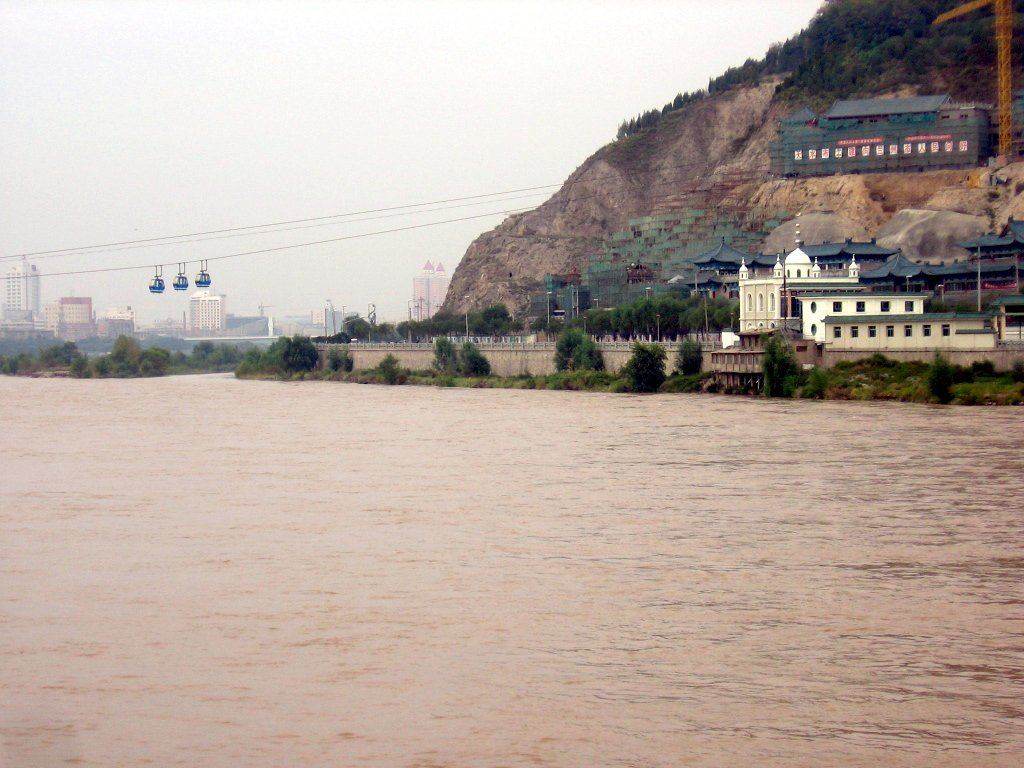
El riu Groc a Lanzhou

La part del riu Groc entre Hekou County, a la Mongòlia Interior, i Zhengzhou, a Henan, constitueix el curs mitjà del riu, que travessa l'altiplà de loess, on es produeix una erosió substancial. La gran quantitat de fang i sorra abocades al riu fa que el riu Groc sigui el riu del món més carregat de sediments. Aquesta sedimentació tan intensa en els trams més lents en el flux del riu provoca l'elevació de la llera del riu i la creació de l'apel·latiu, "riu sobre la terra".
Des d'Hekou County a Yumenkou, el riu passa a través d'una llarga i continua sèrie de valls en el seu curs principal, que de manera col·lectiva s'anomena la vall de Jinshan. Els recursos abundants hidrodinàmics que hi ha emmagatzemats en aquesta secció el converteixen en el segon lloc més adequat per a construir plantes hidroelèctriques. La famosa cascada d'Hukou és a la part inferior d'aquesta vall.

### Curs inferior
El curs inferior, des de Zhengzhou fins al mar, té un recorregut de 786 quilòmetres. El riu està emmarcat per una sèrie de dics alineats a mesura que flueix cap al nord-est a través de la plana del nord de la Xina, abans de desembocar al mar de Bohai. Els sediments rebuts del curs mitjà es depositen en aquesta part, elevant la llera del riu. Durant 2.000 anys de construcció de dics, els dipòsits excessius de sediments han elevat la llera del riu diversos metres per sobre del terreny circumdant. A Kaifeng, el riu Groc està a 10 metres per sobre del nivell del sòl.

### Afluents

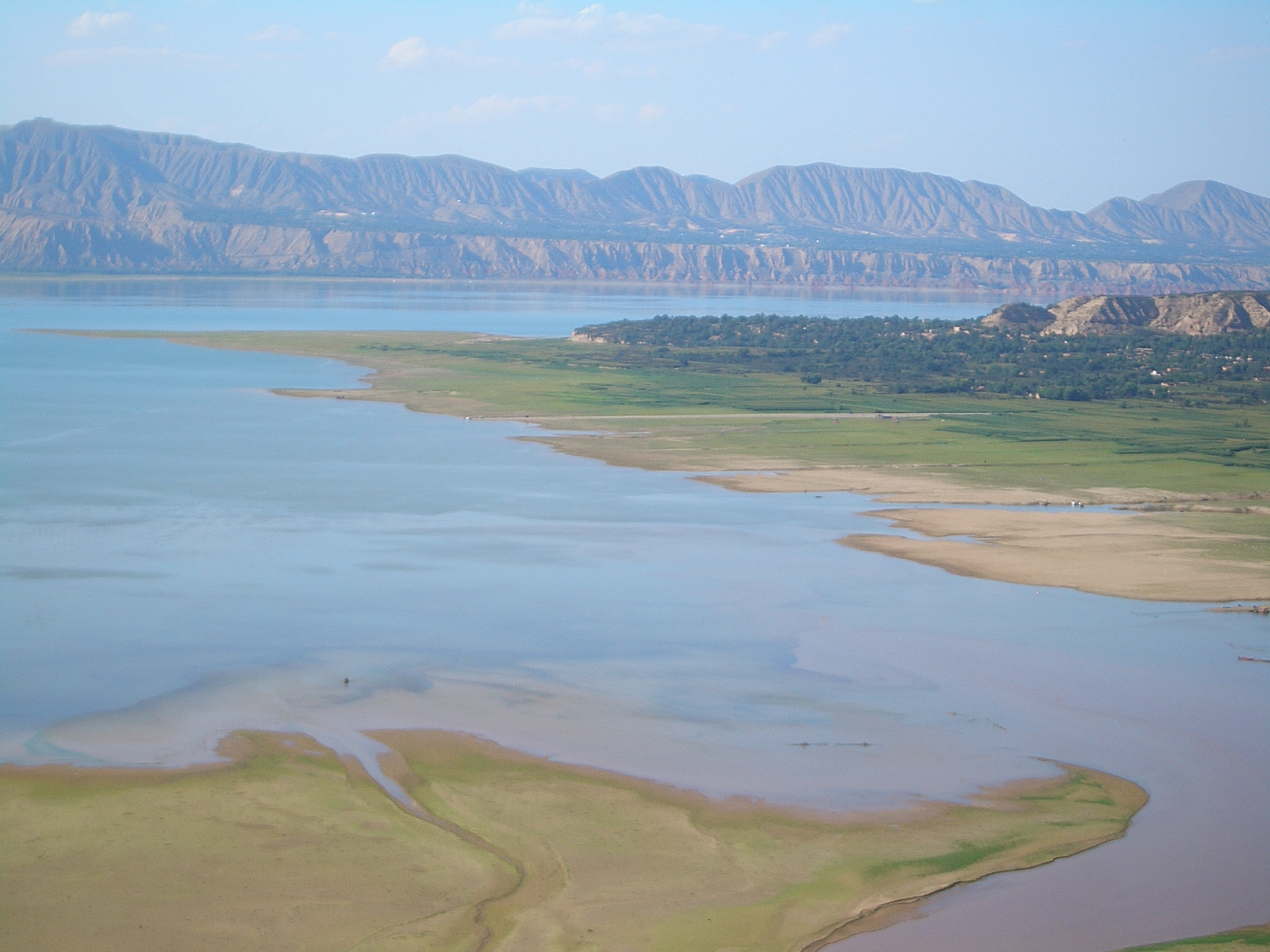
La cascada del riu Daxia (procedent de la part inferior dreta) cap a l'embassament de Liujiaxia al riu Groc

Els principals afluents del riu Groc són (davallant pel seu curs):
- Riu Blanc (白河)
- Riu Negre (黑河)
- Riu Estrella (湟水)
- Riu Daxia (大夏河)
- Riu Tao (洮河)
- Riu Zuli (祖厉河/祖厲河)
- Riu Qingshui (清水河)
- Riu Dahei (大黑河)
- Riu Kuye (窟野河)
- Riu Wuding (无定河/無定河)
- Riu Fen (汾河)
- Riu Wei (渭河)
- Riu Luo (洛河)
- Riu Qin (沁河)
- Riu Dawen (大汶河)
- Riu Kuo

Són els seus principals afluents el Fen Chueo i el Wei-Ho, i el Wei és el més llarg de tots aquests tributaris.

## Descripció del curs
El riu neix a l'elevat altiplà del Tibet, a les muntanyes Kunlun (província de Qinghai) a uns 4.500 msnm. Després de drenar la zona, travessa les províncies xineses de Qinghai i Gansu, i es desplaça després cap al nord, al desert d'Ordos, a la Regió Autònoma de Mongòlia Interior. D'allà el seu curs es desplaça al sud, entra a Shanxi i marca la frontera entre aquesta província i la veïna Shaanxi, fins a entrar a Henan i finalment a Shandong.
Desemboca formant un gran delta en el denominat mar de Bohai, golf situat al nord del mar Groc, a la costa oriental de la Xina.

## Inundacions
Les aigües del riu Groc pugen de nivell durant la primavera a causa del desglaç, però és a l'estiu quan, per l'abundància de les precipitacions sobre les seves conques, en especial sobre les muntanyes que l'envolten, i per la quantitat de sediments que arrossega, es produeix l'elevació del curs considerablement, que històricament ha donat lloc a nombrosos desastres naturals, com inundacions i canvis en el seu curs.
L'últim canvi important del curs del riu es va produir el 1855, quan la desembocadura, que fins llavors se situava al sud de la península de Shandong, va passar a ser al nord. Es van produir posteriorment dues inundacions, considerades els desastres naturals amb més morts de la història: les inundacions del 1887 i del 1931, amb dos milions i quatre milions de víctimes, respectivament.
El 1938, en una altra inundació tràgica, van morir entre 500.000 i 900.000 persones. Aquest últim desastre, tanmateix, no va ser natural, sinó provocat per les tropes de la República Popular de la Xina, que van destruir dics de contenció, en un intent desesperat de frenar els invasors japonesos.

## Ecologia

### Pol·lució
El 25 de novembre del 2008 Tania Branigan, al guardian.co.uk, va presentar un informe sobre el riu mare de la Xina, el riu Groc, al·legant que la greu contaminació ha fet que un terç del riu fos absolutament inservible, fins i tot per a ús agrícola o industrial, a causa de les descàrregues d'aigües residuals de les fàbriques adjacents i també a causa de la ràpida expansió de les ciutats més properes al riu.
L'enquesta, basada en dades obtingudes l'any anterior, va cobrir més de 8.384 milles del riu, un dels cursos d'aigua més llarg del món, i els seus tributaris.
La Comissió per a la Conservació del riu Groc, el 2007, va revisar més de 8.384 milles del riu, i va confirmar que el 33,8% del sistema fluvial registrava unes dades pitjors de les de nivell cinc. D'acord amb als criteris utilitzats pel Programa de les Nacions Unides per al Medi Ambient, unes aigües de nivell cinc no són aptes per al consum humà, l'aqüicultura, l'ús industrial i fins i tot l'agricultura.
L'informe va dir que les deixalles i aigües residuals abocades al sistema fluvial del riu Groc l'any anterior van superar els 4,29 bilions de tones. La indústria i la manufactura van representar el 70% de la descàrrega al riu, amb una aportació per part de les llars del 23% i una mica més del 6% procedent d'altres fonts.

### Comissió per a la Conservació del riu Groc
La Comissió per a la Conservació del riu Groc (YRCC) és una agència governamental del Ministeri de Recursos Hídrics de la República Popular de la Xina. La Comissió assumeix la responsabilitat de l'administració de l'aigua de la conca del riu Groc i de les conques interiors de la província, com ara Xinjiang, Qinghai, Gansu i Mongòlia interior.

## Història
Històricament, és el riu més important de la Xina. A la seva conca, s'han descobert nombrosos jaciments arqueològics que demostren presència humana ininterrompuda des de la prehistòria. Durant el Neolític, al començament del IV mil·lenni aC, s'hi formen les cultures Yangshao i Longshan a la part baixa del riu. Aquestes cultures són el bressol de la civilització xinesa. A l'entorn d'aquest riu, a la plana del nord de la Xina, va sorgir la civilització dels Han, el principal grup ètnic del país i, posteriorment, les primeres dinasties, el territori de les quals s'aniria expandint després cap al sud.
El riu és extremadament propens a provocar inundacions, i s'ha desbordat 1.593 vegades entre el 602 aC i el 1949, mentre el curs principal ha canviat 26 vegades. Una altra font parla de més de 1.500 inundacions i 26 canvis naturals en els 3.000 darrers anys. Aquests canvis de curs són a causa de la gran quantitat de loess arrossegat per l'aigua i contínuament dipositat al llarg del fons del canal del riu. Aquesta sedimentació fa que s'acumuli lentament formant una presa natural. Finalment, la quantitat enorme d'aigües han de trobar un camí nou al mar, provocant una inundació en una vall nova. Els desbordaments eren imprevisibles, i causaven serioses dificultats als pagesos.

### Antiguitat
Els mapes històrics de la dinastia Qin (221-206 aC) indiquen que el riu Groc, en aquella època, fluïa considerablement cap al nord del seu curs actual. Aquests mapes mostren que, després que el riu passés Luoyang, fluïa al llarg de la frontera entre Shanxi i les províncies de Henan; llavors, continuava al llarg de la frontera entre Hebei i Shandong, abans de desembocar a la badia de Bohai, a prop de l'actual Tianjin.
Les inundacions de l'any 11 semblen haver estat la raó de la caiguda de la dinastia Xin (9-23), quan el riu va canviar dràsticament el curs des del nord, prop de Tianjin, cap al sud de la península de Shandong.
Segons Tregear, al segle x aC, una branca seguia el curs actual, mentre que una altra de més gran arribava al mar a prop de Tianjin per diverses rutes. El 602 aC, va canviar cap al sud de Shantung, retornant l'any 70 al seu curs present; el 1048 es va desplaçar cap a Tianjin; el 1324 va retornar al sud de Shantung i el 1851 va assumir el seu curs present.

### Època medieval

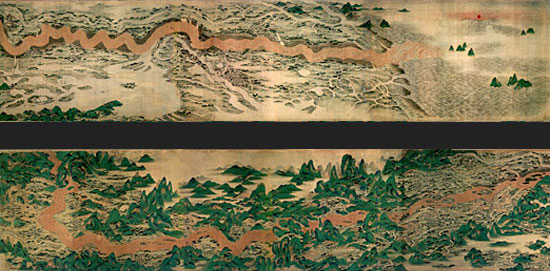
El riu Groc com es va recollir en un paisatge xinès de la dinastia Qing

Un canvi de curs important fou el 1194, quan el riu es va traslladar sobre el sistema de drenatge del riu Huai durant els següents 700 anys. El fang al riu Groc va bloquejar la boca del riu Huai i va deixar milers d'afectats. El riu Groc va adoptar el curs actual el 1897, després d'un canvi de curs previ del 1855. Actualment, el riu Groc flueix a través de Jinan, capital de la província de Shandong, i acaba al mar de Bo Hai; tanmateix, l'estació terminal oriental del riu Groc ha oscil·lat des de punts cap al nord i cap al sud de la península de Shandong en els seus molts canvis dramàtics, gradualment. El curs del riu ha anat alternant entre la ruta del riu Huai i la ruta original del riu Groc diverses vegades durant els darrers 700 anys.
Les inundacions del riu expliquen algunes de les catàstrofes naturals més mortals mai enregistrades. El poc pendent de la plana del nord de la Xina contribueix a la mortaldat de les seves inundacions. Una lleugera pujada de nivell de l'aigua significa que una gran porció de terra es cobreixi completament d'aigua.

### Temps recents

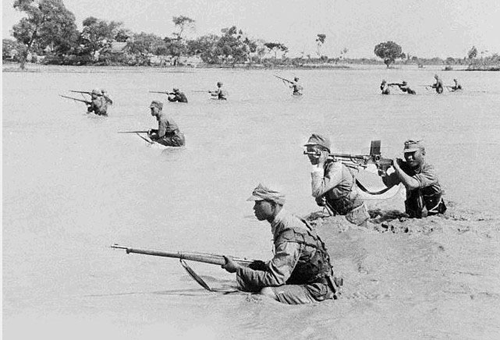
Els soldats durant les inundacions del riu Groc de 1938

El riu deu el seu color groc principalment al llim calcari de gra fi que s'origina a l'altiplà de Loess i es transmet riu avall. Segles de deposició de llim i dics han fet que el riu flueixi per sobre de les terres de conreu circumdants, fent de les inundacions un problema críticament perillós. Els desbordaments del riu Groc han causat algunes de les inundacions més mortals de la història universal, com la inundació del riu Groc del 1887 a la plana del nord de la Xina, que va provocar entre 900.000 i 2.000.000 morts, o les inundacions de la Xina del 1931, amb un nombre de víctimes entre 1.000.000 i 4.000.000.
El 9 de juny del 1938, durant la Segona Guerra sinojaponesa, les tropes Nacionalistes a les ordres de Chiang Kai-shek trencaven els dics de ribera que contenien el riu prop del poble de Huayuankou a Henan, provocant les inundacions del riu Groc del 1938. L'objectiu de l'operació era aturar l'avançament de les tropes japoneses seguint l'estratègia de "fer servir aigua com a substitut de soldats" (yishui daibing). Això va ocasionar una inundació que cobria una àrea de 54.000 km² i provocà unes 890.000 víctimes mortals i uns 12 milions de desplaçats. La inundació va evitar que l'exèrcit japonès capturés la ciutat de Zhengzhou, però no els impedí arribar a l'objectiu de capturar Wuhan, la ciutat que servia de capital provisional de la Xina en l'època.

## Centrals hidroelèctriques

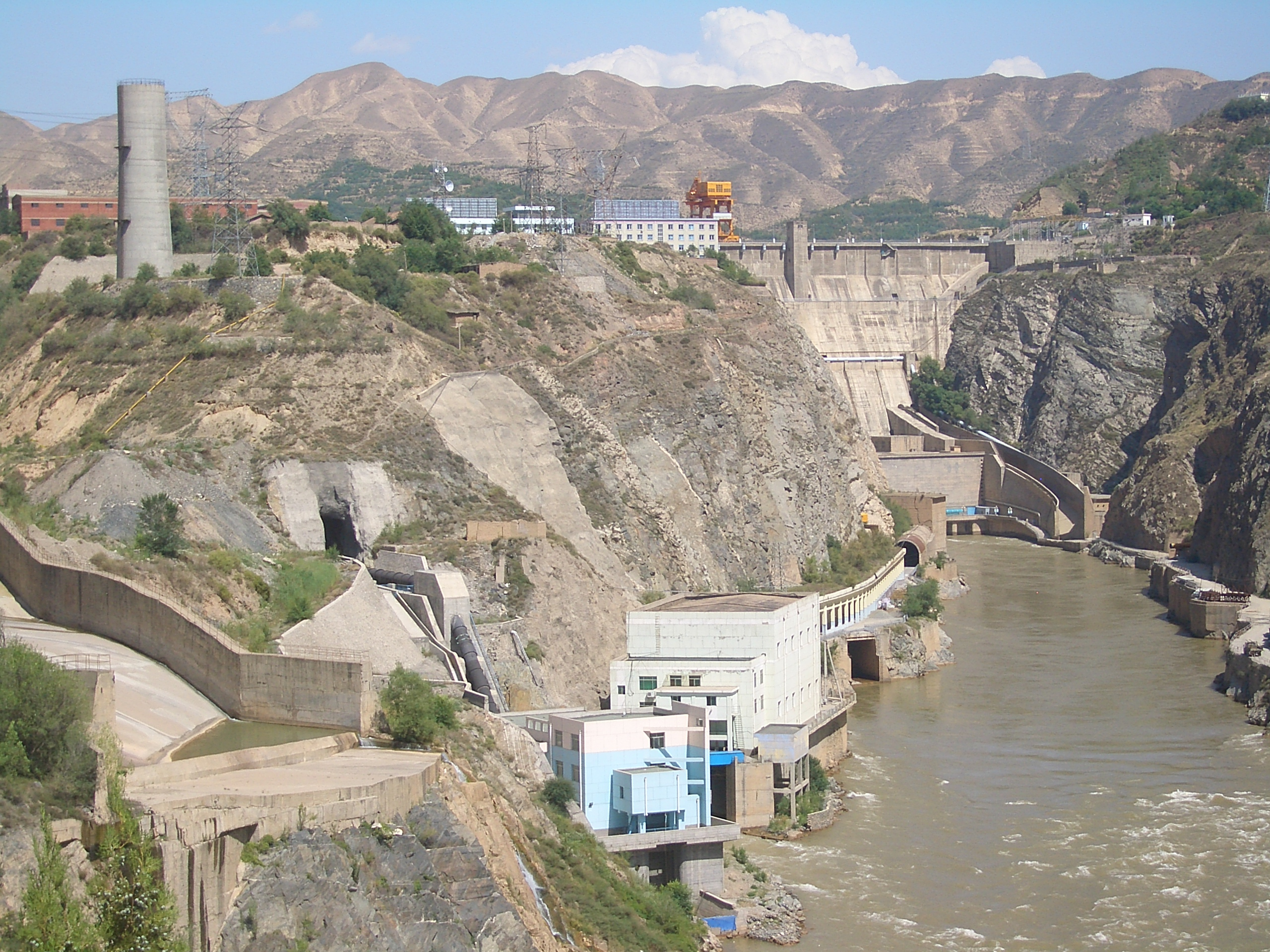
Presa de Liujiaxia

A continuació, es mostra la llista de centrals hidroelèctriques construïdes al riu Groc, ordenades segons l'any en què es van iniciar les operacions (entre parèntesis):
- Central hidroelèctrica de Sanmen (1960)
- Central hidroelèctrica de Sanshenggong (1966)
- Central hidroelèctrica de Qingtong (1968) (Qingtongxia, Ningxia)
- Central hidroelèctrica de Liujiaxia (Gorja de Liujia) (1974) (Yongjing, Gansu)
- Central hidroelèctrica de Yanguoxia (Gorja de Yanguo) (1975) (Yongjing, Gansu)
- Central hidroelèctrica de Tianqiao (1977)
- Central hidroelèctrica de Bapanxia (Gorja de Bapan) (1980) (Xigu, Gansu)
- Central hidroelèctrica de Longyang (1992) (Qinghai)
- Central hidroelèctrica de Da (1998)
- Central hidroelèctrica de Li (1999)
- Central hidroelèctrica de Wanjiazhai (1999)
- Central hidroelèctrica de Xiaolangdi (2001) (Jiyuan, Henan)
- Central hidroelèctrica de Laxiwa (2010) (Guide, Qinghai)

Com es va informar l'any 2000, les 7 principals centrals hidroelèctriques (Longyangxia, Lijiaxia, Liujiaxia, Yanguoxia, Bapanxia, Daxia i Qinglongxia) tenien una capacitat total instal·lada de 5.618 MW.

## Províncies i ciutats
Originari de les muntanyes Bayan Har, el riu Groc passa a través de set províncies i dues regions autònomes de la Xina, és a dir, Qinghai, Gansu, Ningxia, Mongòlia interior, Shaanxi, Shanxi, Henan i Shandong. La desembocadura del riu Groc està situada a Dongying, Shandong.
El riu Groc és en l'origen dels noms de les províncies xineses de Hebei i Henan, que signifiquen, literalment i respectiva, 'Nord del riu' i 'Sud del riu'.
Les principals ciutats que estan ubicades al llarg del recorregut del riu Groc inclouen, començant des del naixement del riu, Lanzhou, Yinchuan, Wuhai, Baotou, Luoyang, Zhengzhou, Kaifeng, i Jinan.

## Ponts

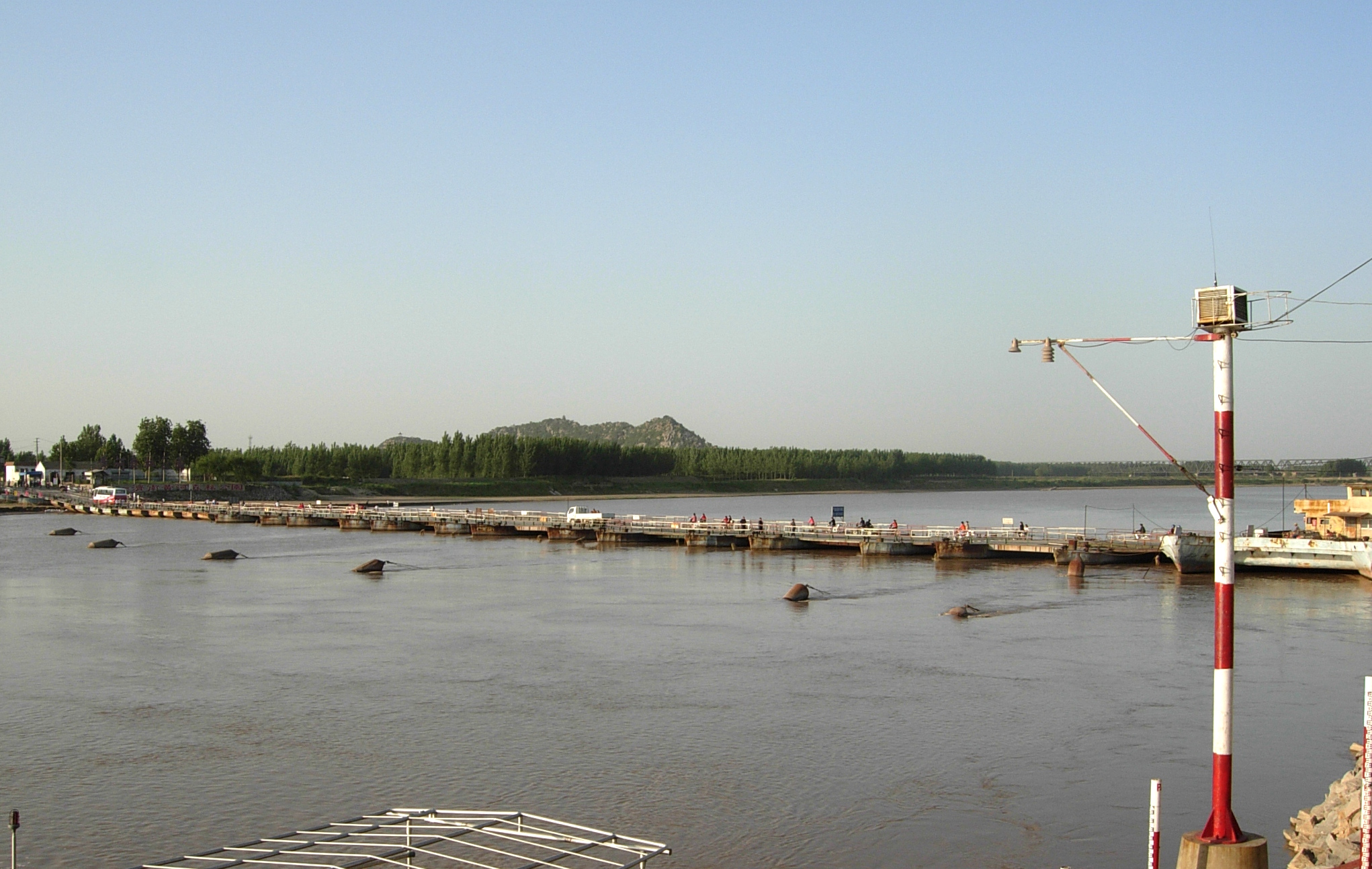
Pontó de Luokou sobre el riu Groc a Jinan

Els principals ponts i transbordadors per províncies en l'ordre de baixada de les aigües són:
Shandong
- Pont Shengli
- Pont Binzhou
- Pont Sunkou
- Pont Zhongshan
- Pont Jinan ((xinès), 36° 45′ 23.49″ N, 117° 1′ 54.54″ E / 36.7565250°N,117.0318167°E)

Henan
- Pont Kaifeng (Kaifeng)
- Pont Zhengzhou (Zhengzhou)

Shanxi i Henan
- Pont Sanmen (Sanmenxia)

Shaanxi i Henan
- Pont Hancheng Yumenkou

Ningxia
- Pont Yinchuan (Yinchuan)

Mongòlia Interior
- Pont (Baotou)

Gansu
- Pont Lanzhou (Lanzhou)
- Pont Lanzhou Zhongshan (Lanzhou)

Qinghai
- Pont Dari (Dari)
- Pas de Zalinghu